# Подуфалов, Николай Дмитриевич
Никола́й Дми́триевич Подуфалов (род. 22 мая 1949, с. Борисовка, Уярский район, Красноярский край, СССР) — советский и российский учёный-математик, доктор физико-математических наук (1982), профессор. Ректор Красноярского государственного университета (1988—1996). Заместитель министра общего и профессионального образования России (1996—1998). Академик Российской академии образования (1992), член президиума РАО, избирался председателем Сибирского отделения РАО. Член правления российского союза ректоров, бывший руководитель Совета ректоров вузов Красноярского края. Бывший начальник Департамента науки, высоких технологий, образования и культуры аппарата правительства РФ, бывший заместитель министра общего и профессионального образования РФ. Депутат Государственной Думы второго созыва. Заслуженный деятель науки России.

## Биография
Родился в 1949 г. в семье учителей в селе Борисовка Уярского района. В 1971 году окончил математический факультет Красноярского государственного университета, после чего поступил в аспирантуру, параллельно работая секретарём комитета комсомола КрасГУ. В 1975 году выпустился из аспирантуры, защитив кандидатскую диссертацию на тему: «Централизаторы элементов порядка 3 и 5 в конечных простых группах», после чего работал деканом математического факультета и секретарём партбюро университета.
В 1982 году защитил докторскую диссертацию «3-локальные подгруппы в конечных простых группах».
В 1983—1988 годах был ректором Красноярского инженерно-строительного института, а в 1988 году стал ректором Красноярского государственного университета.
С 1992 года — академик Российской академии образования.
С 17 декабря 1995 по 20 ноября 1996 года — депутат Государственной Думы второго созыва от фракции «Наш дом — Россия», был заместителем председателя Комитета по образованию и науке. Сложил депутатские полномочия (согласно Постановлению ГД ФС РФ от 20 ноября 1996 г. № 829-II ГД) и ушёл с поста ректора КГУ в связи с назначением заместителем министра общего и профессионального образования, проработав на этой должности до 1998 года. В 1998—2004 годах занимал пост начальника департамента культуры, образования и науки аппарата правительства Российской Федерации.
С 2004 года несколько лет проработал первым заместителем директора Всероссийского научно-исследовательского института проблем вычислительной техники и информатизации.
Заведующий кафедрой № 42 «Криптология и дискретная математика» НИЯУ МИФИ.

## Научная деятельность
Научная сфера — алгебра и дискретная математика, приложения математики в криптографии, информационная безопасность, проблемы развития высшего образования.
Лауреат премии правительства Российской Федерации в области образования (за работы, связанные с информатизацией образования), имеет ряд отраслевых наград.
Состоит в Отделении профессионального образования Российской Академии Образования.
Автор около 80 научных работ; некоторые из них:
- Подуфалов Н. Д. О некоторых характеризациях экспоненциальных функций на линейных пространствах // Труды по дискретной математике : журнал. — 2004. — № 8. — С. 216–239.
- Подуфалов Н. Д. О функциях на линейных пространствах, связанных с конечными проективными плоскостями // Алгебра и логика : журнал. — 2002. — № 41:1. — С. 83–103.
- Подуфалов Н. Д., Дураков Б. К., Кравцова О. В., Дураков Е. Б. О полуполевых плоскостях порядка 16² // Сибирский математический журнал : журнал. — 1996. — № 37:3. — С. 616–623.
- Подуфалов Н. Д. Конечные простые группы типа характеристики 2 и 3 // Успехи математических наук : журнал. — 1981. — № 36:6(222). — С. 227–228.
- Подуфалов Н. Д. О простых конечных группах, содержащих сильно изолированные подгруппы // Математический сборник : сборник. — 1976. — № 100(142):3(7). — С. 447–454.
- Подуфалов Н. Д. Характеризация линейных групп PSL (2,11) и PSL (2,13) // Математические заметки : журнал. — 1974. — № 16:2. — С. 247–252.
- Бусаркин В. М., Подуфалов Н. Д. Некоторые критерии расщепляемости конечных групп // Математические заметки : журнал. — 1972. — № 12:6. — С. 717–725.